# NGC 267
NGC 267 ist ein offener Sternhaufen im Sternbild Tukan in der Kleinen Magellanschen Wolke.
Das Objekt wurde am 4. Oktober 1836 von dem britischen Astronomen John Frederick William Herschel entdeckt.